# 全日空機雫石衝突事故
全日空機雫石衝突事故（ぜんにっくうきしずくいししょうとつじこ）は、1971年（昭和46年）7月30日（金曜日）に日本で発生した航空事故である。
岩手県岩手郡雫石町上空を飛行中の全日本空輸（全日空）の旅客機と航空自衛隊の戦闘機が空中衝突し、双方とも墜落した。自衛隊機の乗員は脱出に成功したが、機体に損傷を受けた旅客機は空中分解し、乗客155名と乗員7名の計162名全員が死亡した。当時日本国内の航空事故としては最大の犠牲者数を出した事故であり、ANAの三大事故に数えられる。

## 事故機に関する情報
58便に使用されたボーイング727-281（機体記号：JA8329、製造番号：20436）は1971年（昭和46年）3月2日に製造された。総飛行時間は865時間56分であった。

### 運航乗務員
機長は41歳男性で、陸上自衛隊を経て1961年（昭和36年）9月16日に全日空に入社した。総飛行時間は8,033時間44分で、そのうち242時間5分がB727の飛行である。ダグラスDC-3、コンベアCV-440、フォッカーF-27、ボーイング727の運行資格を保有していた。
副操縦士は27歳の男性で、1965年（昭和40年）10月11日に全日空に入社した。総飛行時間は2,237時間55分で、そのうち624時間50分がボーイング727での飛行である。YS-11およびボーイング727の運行資格を保有していた。
航空機関士は30歳のアメリカ人男性で、1970年（昭和45年）2月19日に全日空に入社した。総飛行時間は2,489時間30分であった。
3人のコックピットクルーは、50便、57便に続く当日3回目のフライトだった。

### 客室乗務員
4名の女性客室乗務員が乗務していた。

## 事故の経過

### 衝突までの状況
1971年（昭和46年）7月30日、千歳空港12時45分発羽田行の全日空58便は、折り返し当便となる全日空57便の到着が既に45分遅れていたため13時25分に定時より45分遅れて地上滑走を開始し、13時33分に離陸した。
乗客のうち122名は団体旅行客で静岡県富士市の吉原遺族会の北海道旅行団一行であった。また3人は旅行会社の添乗員であった。58便は函館NDBにジェットルートJ10Lで向かい、13時46分に通過した。この時の飛行高度は22,000フィート (6,700 m)であった。ここで高度を上昇しながら松島NDBに向けて変針し、札幌航空交通管制部管制所に「松島NDB通過は14時11分の予定」と通報した。ここから巡航高度を28,000フィート (8,500 m) に上昇し自動操縦で飛行していた。
一方、航空自衛隊第1航空団松島派遣隊所属のF-86F戦闘機2機（訓練機：機体登録番号92-7932、教官機：同02-7983）は、編隊飛行訓練のため有視界飛行方式による飛行計画で航空自衛隊松島基地（松島飛行場）を13時28分頃に離陸した。教官（1等空尉、当時31歳）は訓練生（2等空曹、当時22歳）に対し、離陸前に、訓練空域は盛岡であること、基本隊形（ノーマル・フォーメーション）、疎開隊形（スプレッド・フォーメーション）、機動隊形（フルイド・フォア・フォーメーション）および単縦陣隊形（トレール・フォーメーション）の訓練を行ったのち松島飛行場へ帰投し、自動方向探知機 (ADF) による進入訓練を行う予定であること、編隊の無線電話の呼び出し符号はライラック・チャーリーであること、および訓練時間は1時間10分であることなどを指示したが、経路と高度については説明をしなかった。
訓練空域は、横手訓練空域の北部をその一部に含む臨時の空域（秋田県横手市付近）であり、松島派遣隊は、ジェット・ルートJ11Lの中心線の両側9km、25,000フィート (7,600 m)から31,000フィート (9,400 m)の間を飛行制限空域とし、やむを得ない場合を除き訓練飛行を禁止していた。

### 衝突

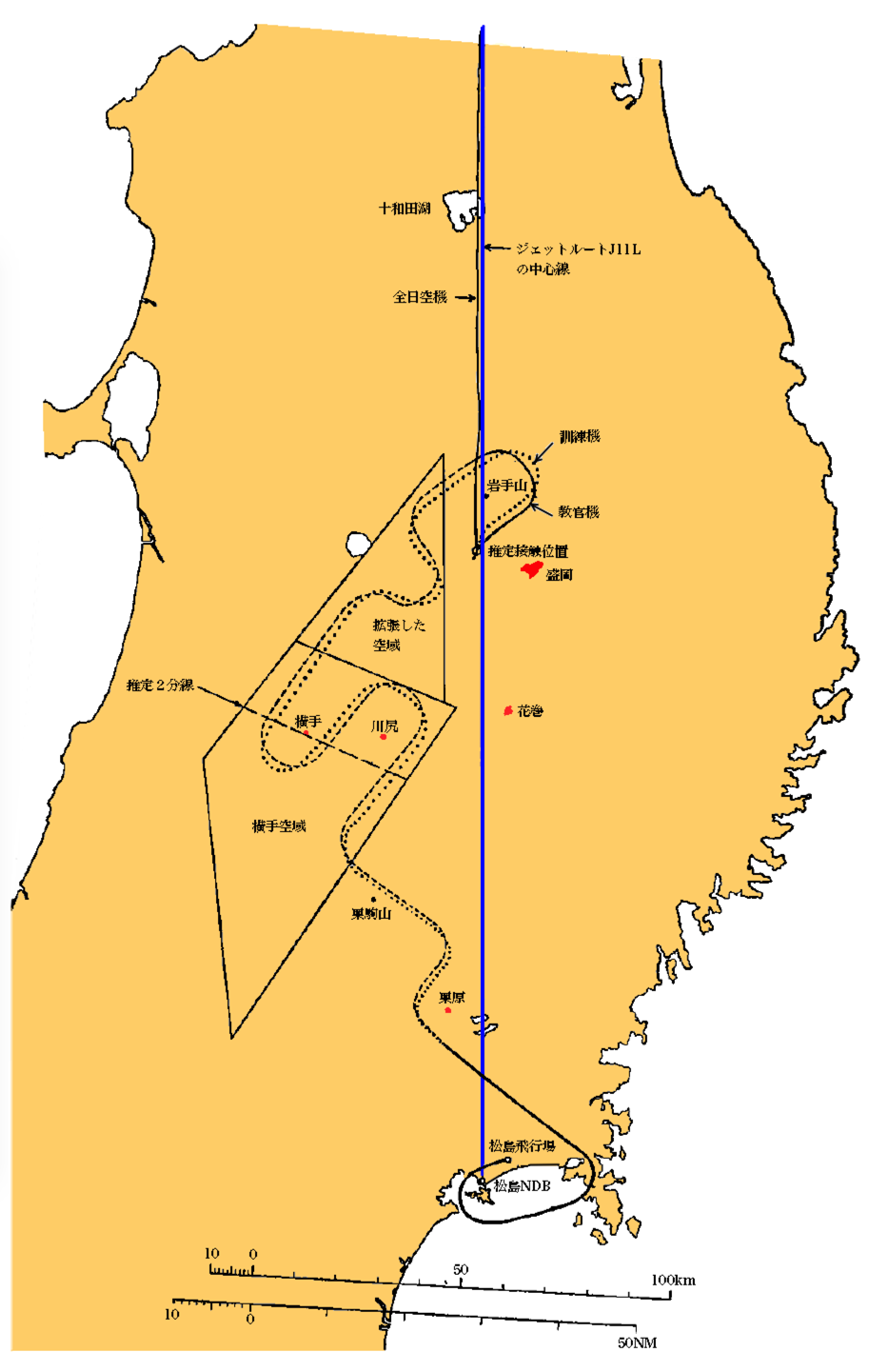
事故までの全日空機と自衛隊機の飛行経路

岩手県岩手郡雫石町付近上空で14時2分39秒頃、東京方向へ190度の磁針度を取って飛行していた全日空58便と、岩手山付近上空を編隊飛行訓練していた2機の自衛隊機のうち1機が、高度約28,000フィート (8,500 m) で空中衝突した。教官および訓練生、約30分後に現場を通過した航空機の操縦士の報告によれば、事故当時、雫石町上空は視界は良好で下層雲が少しある程度であった。事故を撮影した写真からもそれは確認できる。
衝突の3分前、全日空機は高度28,000フィート (8,500 m)、真対気速度 (TAS) 487ノット (902 km/h)、機首方位189から190度で接触時まで水平定常飛行を行っていた。
同じ頃、教官機は高度約25,500フィート (7,800 m) 真対気速度約445ノット (824 km/h) で右旋回を約180度行った後、約15秒直進して左旋回に移った。左旋回中に機の後ろ側、時計で6時半から7時の方向に、訓練機とそのすぐ後下方に接近している全日空機を認め、直ちに訓練生に対し接触を回避するよう指示し、自らは訓練機を誘導する意図で右に旋回し、続いて左に反転し、全日空機の下をくぐり抜けた。
同じ頃、訓練機は教官機の右側後方約25度の線上約5,500フィート (1,700 m) の距離の地点の上側約3,000フィート (910 m) を飛行し、教官機の右旋回と同時に飛行要領に基づいて高度を上げ下げして教官機の後を追った。次いで教官機が左旋回すると、訓練機が追従しようと旋回中に、教官からの異常事態の通信が入り、その直後自機の右側、時計の4時から5時（120度-150度）の方向至近距離に大きな物体を認め、直ちに回避操作を行ったが追突された。
訓練機は左60度バンク機動による回避を実施したが、衝突の約2秒前（距離約500m）からでは既に手遅れであった。その上訓練機は全日空機の進行方向に旋回する形となってしまったため、結果として全日空機に追いつかれることとなった。両機体の破損状況から、全日空機は機体の最も上の部分にあるT字尾翼の水平尾翼安定板左先端付近前縁を訓練機の右主翼付け根付近に引っかけるような形で追突した。
全日空機にはコックピット・ボイス・レコーダーは装備されていなかったが、同機と千歳飛行場管制所、千歳ターミナル管制所および札幌管制区管制所との交信は通常通りに行われていた。全日空機が事故当時に135.9MHzで発信した音声が付近を飛行中の航空機によっても傍受されており、これらの音声の分析により、コックピット内の状況が分析された。これによれば、操縦輪に備わっている全日空機機長のブームマイクの送信ボタンが、衝突7秒前から0.3秒間、衝突2.5秒前から約8秒間にわたり空押し（キーイング）されていることが分かった。送信ボタンを空押しすると送信される搬送波が他の交信を妨害するため、操縦士が意識的に空押しをすることは通常はない。これら送信ボタンの空押しを操縦輪の握り直しと捉えると機長の動作は次のように想定される。
- 衝突7秒前（14:02:32.1 - 14:02:32.4）：自機の間近に訓練機を視認、あるいはそれ以前より視認していた訓練機が、予期に反し急接近してきたため、操縦輪を強く握る[12]。
- 衝突2.5秒前（14:02:36.5 - 14:02:44.8）：訓練機が斜め前方に接近してきたため緊張状態となり、再度操縦輪を強く握る。衝突後は機体の立て直しを行う[12]。
- 衝突9秒後（14:02:47.8 - 14:02:53.6）：機長は自機が操縦不可能となった事を把握し、緊急通信を発する[12]。「エマージェンシー、エマージェンシー」という音声が記録されているが、後半は絶叫と受け取れる解読不能の音声で終わる。ほぼ同時に教官機からも243.0MHzで「エマージェンシー、エマージェンシー、エマージェンシー」という緊急通信が発信された[12]。

### 墜落
衝突後、双方の機体はともに操縦不能になった。全日空58便はしばらく降下しながら飛行していたが、水平安定板と昇降舵の機能を喪失していたため、降下姿勢から回復できずに増速し、やがて音速を超え約15,000フィート (4,600 m) 付近で空中分解して墜落。搭乗していた乗員乗客162名全員が死亡した。全日空機が音速を超えた際のものと思われるソニックブームによる「ドーン」という衝撃音と閃光が約15km離れた盛岡市内など、墜落地から離れた場所でも確認されている。
衝突直後には大きな白い雲状の物が発生したのを多くの者が目撃しており、金曜日の晴天で白昼に起こった事故であったが、全日空機が墜落して行く姿を写真撮影した者も複数いた。事故発生後の写真に関しては、毎日新聞社発行の『サンデー毎日』1971年8月15日発行の緊急特別号の表紙に「全日空機 散る」との見出しとともに、自衛隊機・全日空機と接触して空中分解した後の全日空機が、白いジェット燃料の白煙を曳きながら墜落していく様子を捉えた写真が掲載されている。
偶然近くの青森県上空を飛行していた東亜国内航空114便パイロットや、花巻上空を飛行していた全日空61便のパイロットが、状況を把握できず混乱に陥った58便からの通信を傍受していたが、それもすぐに途絶えてしまった。操縦士らは地面に激突して大破した機首の中で発見された。
また機体が空中分解したため、事件現場の近傍で働いていたり通行していたりした目撃者は「黒い豆のようなものが落ちてきた」と証言している。乗員、乗客達は安庭小学校のある西安庭地区を中心とした雫石町内の各地に全日空機の残骸とともに落下し、極めて凄惨な状況で発見された。また、全日空機の車輪の残骸が民家の屋根に落下・貫通し、81歳の住民の女性が負傷した。
墜落の衝撃による火災はなかったため、比較的早く犠牲者の身元が判明したが、遺体は高速で地上に叩き付けられたため、極めて凄惨な状況を呈していた。また遺体を検死していた岩手県警察が、犠牲者のうち1名を取り違えるミスをしたため、身元確認の精度について疑問が持たれることとなった。
一方の訓練機は、接触の後、錐揉み状態に陥った。訓練生は射出座席装置のレバーを引こうとしたが、機体の回転による遠心力のため手をレバーへ動かすことができず、射出できなかった。しかし、キャノピー（風防）が離脱していることに気づいたため、安全ベルトを外して機体から自力で脱出、パラシュートで雫石駅東南約300mの水田に降下して生還した。無人となった訓練機も空中分解し、田んぼに墜落した。
また教官機は、松島飛行場管制所に訓練機が旅客機と接触したことを通報し、その後、現場上空を旋回して救援機や管制所に位置や状況などを通報し続けていたが、帰投命令を受けて14時59分に松島飛行場へ着陸した。
全日空機と自衛隊機の残骸のほとんどは、東西約6km、南北約6kmの範囲に落下していた。全日空機の残骸は、左水平尾翼と垂直尾翼の一部を除いて、雫石駅の東2kmから3.5km、南3.5kmから5kmの範囲に落下した。訓練機の残骸は、右主翼以外は雫石駅の西約1kmの地点に、翼付根から先の右主翼は雫石駅の東1.3kmの地点に落下した。

## 事故調査
当時はまだ常設の航空事故調査委員会が設置されておらず、事故調査のため「全日空機接触事故調査委員会」が総理府に設置された。この全日空機接触事故調査委員会が1972年（昭和47年）7月27日に運輸大臣に提出した事故報告書では、事故の原因は次のように発表された。
- 第1の原因は、教官が訓練空域を逸脱してジェットルートJ11Lの中に入ったことに気づかず訓練飛行を続行したこと。
- 第2の原因は、
  - 全日空操縦者にあっては、訓練機を少なくとも接触約7秒前から視認していたと推定されるが、接触直前まで回避操作が行われなかったこと。これは、全日空操縦者が接触を予測していなかったためと考えられる。
  - 教官にあっては、訓練生が全日空機を視認する直前に訓練生に対し行った接触回避の指示が遅く、訓練生の回避に間に合わなかったこと。これは、教官が全日空機を視認することが遅れたためと考えられる。
  - 訓練生にあっては、接触約2秒前に、事故機の右側やや下方に全日空機を視認し、直ちに回避操作を行ったが接触の回避に間に合わなかったこと。これは、訓練生が機動隊形の訓練の経験が浅く、主として教官機との関係位置を維持することに専念していて、全日空機を視認するのが遅れたためと考えられる。

また、事故報告書は、事故の背景として、航空交通の急速な発展に伴い種々の問題が発生していると指摘した。早急に法制度の整備と完全な実施を行うべしとしたのは次の5点である。
- 航空機の姿勢を頻繁に変更する特殊な飛行は、原則として航空交通管制区または航空交通管制圏では行えないよう法的に明確化すること。また、飛行訓練を行う際は訓練空域からの逸脱を防ぐため、訓練機の性質、訓練の形態および規模等に応じ必要な方策が講じられるよう措置すること。
- 航空機の操縦者は、航空交通管制に従っていてもいなくても、飛行中は他の航空機と衝突しないように見張りをしなければならないよう法的に明確化すること。
- 航空路、ジェット・ルートに対するポジティブ・コントロールの徹底を図るとともに、事故を防止する装置を開発、装備すること。
- 航空保安業務に関して、運輸、防衛両省庁はなおいっそうの協調を図ること。
- さらに、独立した事故調査委員会を常設すべきこと。

当時の国による航空管制はレシプロエンジン機が飛行していた時代と基本的に変わっておらず、東北地方を覆域する航空路監視レーダーは設置されておらず、航空路管制は操縦士からの位置通報を元に地図盤上で識別して指示および許可を与えるというノンレーダー管制が主流であった。その上ジェットルートも1950年代にジェット機に比べ運航速度が低いレシプロ機旅客機を運航する前提で制定されてから変更されておらず、ジェット、プロペラが混在し大変危険な状態であり、また訓練空域を横断する航空路が設定されていた。
また第二次世界大戦後になって旅客機と戦闘機が空中衝突する事故がアメリカでは1950年代から1960年代にかけて続発していたが、日本においても1965年頃からニアミスが続発していた。
いずれにせよ、事故調査報告書の勧告のとおり航空行政立ち遅れが事故の発端であり、現在の様に自衛隊レーダーサイトによる訓練支援、航空路監視レーダーによる航空路管制、訓練空域と航空路等の明確な分離、航空局と航空自衛隊間の演習訓練空域使用に関する連絡調整システムが確立されていれば起こり得なかった事故であった。この事故以降、同種の事故は現在まで発生していない。

## 事故後

### 航空路と訓練域の完全分離
事故直後の1971年（昭和46年）8月7日、政府の中央交通安全対策会議は、(1)自衛隊訓練空域と航空路を完全分離すること、(2)訓練空域は防衛庁長官と運輸大臣が協議して公示すること、(3)その域内を飛行するすべての航空機に管制を受けることを義務付ける特別管制空域を拡充すること、などを定める「航空安全緊急対策要綱」を発表した。

### 航空法の改正
1975年（昭和50年）6月24日には改正航空法が参議院で可決成立し、同年10月から施行された。この改正航空法には、(1)航空管制空域における曲技飛行と訓練飛行の原則禁止、空港周辺空域における通過飛行の禁止と速度制限、特定空域の高度変更の禁止と速度制限、などの運航ルールの厳格化、(2)ニアミス防止のために見張りなど安全義務とニアミス発生時の報告義務、(3)トランスポンダとフライトレコーダー等の安全運航に必要な装置の装着義務が明記された。そして、(4)これらの規制はそれまで適用されていなかった自衛隊機にも適用するものとした。

### レーダー設備の拡充と空中衝突防止装置の設置義務化
アメリカで1956年に発生したグランドキャニオン空中衝突事故の後、全国の航空網をカバーするためにレーダー施設の建設と整備が本格化したのと同様、日本では1971年に発生した本事故を教訓として、全国でレーダー網や空港の拡充が本格化した。
国は航空路監視レーダー (ARSR) の導入を推進。1991年（平成3年）6月に日本国内のほぼ全域を17基のレーダーでカバーし、1基が故障しても他のレーダーでバックアップが可能なレーダー管制システムが完成した。
また、空中衝突防止装置（TCAS）が開発され、日本国内を飛行する最大離陸重量5,700kgまたは旅客定員19名を超えるタービン機への装着が航空法で義務づけられた。

### 防衛庁・自衛隊、自衛官の対応
この事故の責任を取る形で、当時の増原惠吉防衛庁長官と上田泰弘航空幕僚長が辞任した。
刑事裁判における裁判の費用は国ではなく被告人個人が負担した。個人で賄える額ではなく、航空自衛隊OB組織「つばさ会」などからのカンパを受けた。有罪判決を言い渡された元教官は、自衛隊法の規定により失職した。元教官は再審請求も辞退し、パイロット職に復帰することもないまま2005年8月に死去した。また、訓練生は最高裁判決後、戦闘機から救難機パイロットに転じ、2003年（平成15年）10月に定年退職するまで人命救助の任務に当たった。
1986年10月、執行猶予期間が満了した元教官に対する「激励会」が、自衛隊パイロットの親睦団体の主催により福岡県内で開かれた。しかし、この会に出席するため複数の自衛官が、おのおの所属する基地から春日基地（福岡空港）までの移動に、訓練飛行などの名目で自衛隊機を使用していたことが発覚。私的行事のために防衛装備を動かしたのは著しい公私混同にあたると問題になり、当時の矢崎新二防衛事務次官、大村平航空幕僚長以下計40人が処分を受ける事態となった。防衛庁の調査によれば、この時私用されたのはT-33など13機で、基地司令級の高官を含む23人が搭乗した（うちパイロット5人は、参加が本人の意思ではなく上官命令だったとして処分なしとなった一方、会に出席しなかったが監督責任を問われて処分を受けた者もあった）。

### 安全教育
2006年8月、墜落現場から数百メートル離れた急斜面に窓枠や座席など事故機の部品10点近くが埋まっているのが発見され、全日空社員によって回収された。
全日空機の部品は、2007年（平成19年）1月19日から、同社の研修施設内（東京都大田区下丸子）に全日空松山沖墜落事故など他の人身死亡事故の残存する遺品や資料を保存・展示して社員の安全教育を行う「ANAグループ安全教育センター」で公開されていたが、同センターは2019年にパイロットやCA、整備士、地上係員等各種トレーニングセンターの集約に伴い大田区羽田旭町へ移転し、そちらへ保管されている（後述）。
ANAグループでは、本事故と全日空61便ハイジャック事件が発生した7月を、「航空安全推進・航空保安強化月間」として定めている。
この事故以降、全日空機が関係した乗客死亡事故は発生していない。

## 追悼施設等

### 森のしずく公園
全日空機の犠牲者を弔うため、雫石地内に「慰霊の森」として整備され（座標座標: 北緯39度39分25.6秒 東経141度0分6.9秒）、三十三回忌に当たる2003年まで同所で毎年慰霊祭も開催されていた。2003年（平成15年）以降は遺族らによる組織「一般財団法人慰霊の森」や地元住民・全日空社員によって大切に維持されている。五十回忌を翌年に控えた2019年（令和元年）には大規模に改修された。犠牲者の多くが静岡県富士市出身であったことから、新たに建立された「航空安全祈念の塔」は訪問者が富士山の方角を向くように位置している。2020年（令和2年）5月1日より「慰霊の森」から「森のしずく公園」に名称が変更された。
前述の通り、全日空機の機体は高度4,600 mで空中分解して、残骸・遺体は雫石駅の東2kmから3.5km、南3.5kmから5kmの広範囲に落下しており、この場所に直接墜落した訳ではない。

### ANAグループ安全教育センター
ANAグループ安全教育センター（ASEC、東京都大田区羽田旭町）の2階にある導入空間には雫石衝突事故の事故機体の一部が展示されている。このセンターでは事故現場近くで回収した部品のほか、垂直尾翼下のエンジン空気取入口の一部や、胴体側面のジュラルミン製外板などが展示されている。

## 裁判
本事件の裁判で争点とされた、あるいは問題となった点は次の通りである。
- 問題を論ずる前提としての、
  - 注意義務の内容
  - 注意義務の根拠
  - 可能性の程度と注意義務
  - 注意のメカニズム
- 事実認定上の問題点
  - 接触時刻
  - 接触位置
  - 相対飛行経路
- 一定空域への進入・訓練等の回避義務について
- 見張り義務とその違反について
  - 航空機操縦者の見張り義務
  - 見張りの必要性の認識
  - 見張るべき範囲
  - 視認可能となる時間帯
- その他の諸問題
  - 事故調査報告書の証拠能力
  - 民事判決における「責任制限」約款の効力

ここでは、このうち、事実認定上の問題についてのみ大まかに触れるにとどめる。

### 刑事裁判
自衛隊機の教官と訓練生が、事故発生後33時間後に岩手県警に逮捕され、盛岡地検に業務上過失致死と航空法違反の容疑で起訴された。航空法違反は「安全な飛行を怠った」とする83条に抵触したとするもので、この条文は個人・法人の双方に責任が認定される可能性のあるものであった。過去に発生した日本の航空事故では、自衛隊機と全日空機が滑走路で衝突した事故として全日空小牧空港衝突事故（1960年（昭和35年））がある。この事件で逮捕起訴されたのは管制官のみであり、管制官は有罪判決となっているが双方の操縦者は責任を問われていない。一方で検察が事故責任があると判断した全日空機仙台空港着陸失敗事故（1963年（昭和38年））と日本航空MD11機乱高下事故（1997年（平成9年））では、裁判の結果、無罪判決となっているが、日東航空つばめ号墜落事故（1963年（昭和38年））では乗員が有罪となっている。これらは全て乗員が生存していた航空事故であるが、乗員が死亡した鉄道事故の場合は信楽高原鐵道列車衝突事故（1991年（平成3年））とJR福知山線脱線事故（2005年（平成17年））がある。両事故では死亡した運転士だけでなく、鉄道会社の運行管理者についても検察庁に書類送検されており、いずれの事故も後に法人としての事故責任を追及されている。

#### 第一審
第一審の盛岡地裁（1975年（昭和50年）3月11日）は、教官に禁錮4年、訓練生に禁錮2年8月の実刑判決を言い渡した。盛岡地裁は、全日空機の飛行経路については「管制上の保護空域内西側」を飛行していたとし、衝突地点については「本件全証拠によるもこれを確定することができないし、証拠裁判主義の原則から強いて推論すべきでない｣とした。弁護側は全日空機操縦者に過失があったと主張したが、裁判所は、被告人らに過失があったことを否定するものではないとし、さらに、信頼の原則についてもこれを容れる余地はないとしている。

#### 控訴審
第二審の仙台高裁（1978年（昭和53年）5月9日）は、教官の控訴は棄却したが、訓練生に対しては一審判決を破棄し無罪を言い渡した。訓練生は、当日の臨時の訓練空域の位置・範囲も、ジェットルートJ11Lの経路も知らなかったため、機位確認義務の存在が認められず、さらに、全日空機は接触の29秒前からは訓練生の注視野外にあったため、結果の予見可能性がなく、したがって見張りの注意義務違反が認められないとされたからである。仙台高裁は、全日空機の飛行経路および接触地点については、事故調査報告書の推定に合理性があるとして事故調査報告書の通りに認めた。

#### 上告審
上告審で、被告人弁護側は海法泰治（2審検察側鑑定人）の鑑定書を根拠に「全日空機がジェットルートを大きく外れて飛行したため、自衛隊設定の訓練空域内で空中衝突した」として、教官の無実を主張した。最高裁（1983年9月22日判決）は、教官に『見張り義務違反』があったことを認定したが、被告人に対する量刑は教官一人にのみ刑事責任を負わせており酷過ぎるとして、2審判決を破棄して禁錮3年執行猶予3年の判決を下した。
最高裁判決によれば、事故当日の経緯は次のようなものであった。
- 松島派遣隊の飛行訓練準則は、飛行空域内に5か所の訓練空域を設定し、飛行訓練毎に一つを割り当てるのを原則としていた。
- 事故当日の朝、割り当て予定だった訓練空域が第4航空団で使用されることが分かり、飛行班長補佐のC三佐は、飛行制限空域を考慮することなく臨時に訓練空域を設定した。
- C三佐は飛行班長D三佐に、ジェットルートの記載のない100万分の1の地図を示して臨時訓練空域「盛岡」の設定を進言し、D三佐はそのまま承認した。
- C三佐は主任教官E一尉にも同様に「盛岡」の設定を伝達した。
- D三佐は飛行隊長F二佐に「盛岡」の設定を報告し、F二佐もそのまま承認を与えた。
- E一尉は「盛岡」の正確な位置・範囲を全く確認することなく、教官・訓練生に対して訓練空域の指示を行った。その際「盛岡」の具体的位置・範囲を指示・説明せず、特段の注意を与えることもしなかった。
- 教官は「盛岡」との名称から、臨時訓練空域は盛岡あたりを指すと考えたが、ジェットルートJ11Lは盛岡市街辺りの上空をほぼ南北に通っているとの誤った認識の基に、その西側で訓練を行えばよいと考えていた。

このような事情から最高裁は、減刑の理由として「航空路に隣接して訓練空域を設定した上に、被告人らに特段の説明もなく」「杜撰な計画に基づく上官の命令による訓練」であり「被告人らは訓練命令を拒否できなかった」として、上司の自衛隊基地幹部の怠慢があったことを認定した。事故当初は訓練命令を出した部隊長も捜査されたが、最終的に起訴が見送られ、上司の自衛隊幹部は誰も起訴されなかった。

### 民事裁判
乗客遺族による民事裁判は国を被告としたものが起こされた。例えば、死亡した大学助教授の妻子に対する東京地裁判決は1974年（昭和49年）3月1日に4,823万円の支払いを国に命じ、国側が控訴しなかったためそのまま確定した。
全日空側（全日空及び全日空に機体の保険金を支払った保険会社10社）が、国に対して国家賠償法第1条による損害賠償等を求める訴訟を提起したところ、国が全日空に対し民法715条に基づく損害賠償を求める反訴を提起し、全日空側と国側の双方が、互いに損害賠償を請求しあって争うことになった。全日空は事故による営業損失など18億円、保険会社は全日空に支払った全壊した旅客機の航空保険金25億円、国は事故で喪失した戦闘機と被害者遺族に「立て替えて」支払った賠償金など19億円をそれぞれ請求するものであった。

#### 第一審
第一審の東京地裁（1978年9月20日判決）は、教官機は接触の44秒前から14秒前の間に全日空機を視認し、訓練生機に適切な回避操作の指示を与えれば、また、訓練生機は同44秒前から30秒前の間に全日空機を視認し適切な回避操作を行っていれば、事故の発生を十分回避でき、全日空機は同30秒前から10秒前の間に訓練生機を視認し適切な回避操作をしていれば事故の発生を十分回避できたと認定し、双方の過失を対比すると過失割合は6対4であるとした。そして、この過失割合に従い国は全日空へ2.7億円、保険会社に13.2億円を支払うよう命令し、全日空は国に7.1億円支払うよう命令した。

#### 控訴審
第二審の審議は双方の主張が鋭く対立したため判決まで10年以上かかった。東京高裁（1989年（平成元年）5月9日判決）は、1審よりも自衛隊の過失割合を厳しく認定し、国2、全日空1であるとした。これは「訓練空域設定自体に過失があり、自衛隊機も航空機ルートの間近で見張り義務を怠った、全日空機も衝突7秒前に決断すれば衝突を防げたのに回避措置をとらなかった過失があるが、ジェットルートの保護空域内であり過失の程度は小さい」と判示した。そのため、自衛隊（国）の過失が重いとされた。また、損害額の認定に当たって航空機がたとえ新品（事故機は就航3か月であった）であっても、使用した年数に応じて減価償却した金額であるべきとされた。裁判では全日空機の機体損害額は22億665万8,377円であると認定されたが、既に航空保険金でそれ以上の支払いを受けたとして賠償請求権は消滅したとされた。その上で、東京高裁は国は全日空に7.1億円、保険会社に15.2億円、全日空は国に6.5億円を支払うように判決を下し、双方が上告しなかったためそのまま確定した。
東京高裁は、全日空機の飛行経路を事故調査委員会の認定よりもさらに西よりとし、空中接触地点については、駒木野地区矢筈橋西詰から北西へ1.5kmの雫石町西根の八丁野地区北側を中心とする半径1km以内とし、その西限はJ11Lの線上から西に約6.7km離れた地点でJ11Lの保護空域の範囲内であるとした。

## 事故を題材にした作品など
『ブラック・ジャック』第6話「雪の夜ばなし」
手塚治虫作。『週刊少年チャンピオン』1973年（昭和48年）12月24号発表。本事故をモチーフにしている。

## 類似事故
- ユナイテッド航空736便空中衝突事故（英語版） - アメリカ、1958年。
- 全日空小牧空港衝突事故 - 名古屋飛行場、1960年（昭和35年）。全日空と自衛隊機が滑走路で衝突した事故。
- ヒューズ・エア・ウエスト706便空中衝突事故 - アメリカ、1971年6月。